# 아시아미래재단
아시아미래재단은 한국공연문화의 저변확대와 공연예술계의 발전에 이바지하고, 러시아와의 민간교류 확대를 통해 양국의 우호 증진에 기여하기 위하여 2003년 5월 12일 설립된 문화체육관광부 소관의 재단법인이다. 사무실은 서울특별시 종로구 원서동 158-3에 있다.

## 주요 사업
- 공연예술계의 저변확대와 발전을 위한 각종 지원사업
- 공연예술단체의 활동 및 공연자들을 위한 지원사업
- 국내외 우수예술작품의 발굴 및 지원사업
- 국제적인 문화교류사업 및 학술교류사업